# Stonehaven Tolbooth
Stonehaven Tolbooth er museum og bygning i Stonehaven, Aberdeenshire, Skotland. Bygningen er opført i sten og den stammer fra slutningen af 1500-tallet, hvor den blev brugt som domhus og fængsel. Den er bygget i lokal gammel rød sandsten, og fængslet opnåede sandsynligvis sin største berømmelse, da tre lokale tre gejstlige fra den skotske episkopalkirke blev fængslet her for at afholde gudstjeneste for mere end ni personer, hvilket var en grænse der var indført for at afskrække folk fra denne religion i midten af 1700-tallet.
Stonehaven Tolbooth ligger langs den norlige kaj i Stonehaven havn, og den fungerer som lokalmuseum med restaurant på førstesalen. Det er en listed building i kategori A.